# متحف المهبل
متحف المهبل هو أول متحف مُقام من الطوب والمونة في العالم حول الجهاز التناسلي للأنثى. يقع مقر المتحف في المملكة المتحدة، وانتقل إلى أول موقع ثابت له في كامدن ماركت في لندن في أكتوبر 2019. افتتح المتحف معرضه الأول في 16 نوفمبر 2019. وانتقل المتحف إلى مقره الثاني في بيثنال غرين في 19 مارس 2022 حيث مازال مفتوحًا للجمهور.

## وصف المتحف
تأسس متحف المهبل استجابة لنقص تمثيل أمراض النساء في قطاع الثقافة والتراث في جميع أنحاء العالم. يستضيف المتحف عادةً معرضين مؤقتين سنويًا يناقشان العديد من الموضوعات المتعلقة بالصحة النسائية والتاريخ الاجتماعي والنشاط الجنسي والخصوبة، بالإضافة إلى برامج المحادثات وورش العمل والكوميديا والمسرح وفن الأداء.

## تاريخ المتحف
نشأ مشروع إنشاء متحف المهبل عندما اكتشفت المؤسسة فلورنس شيشتر أن هناك متحفًا للقضيب في أيسلندا هو المتحف الأيسلندي لدراسة القضيب، ولكن لم يكن هناك ما يعادل المهبل أو الفرج.

### 2017-2018: المرحلة المنبثقة
أُقيم الحدث الأول للمتحف في شكل حدث كوميدي لجمع التبرعات، في 19 مايو 2017 تحت عنوان هايلي إليس. وأقام عددًا من الأحداث منذ ذلك الحين بما في ذلك المشاركة في إقامة حدث فني بالشراكة مع مجموعة الأمومة يُسمى سوبركالتشر. تضمنت الأحداث محاضرة بعنوان آليات الفرج (بالانجليزية: Vulvanomics) ألقتها إيما لي رييس، مؤلفة كتاب المهبل: تاريخ أدبي وثقافي، وعرض فيلم الأسنان متبوعًا بفقرة سؤال وجواب مع أماندا ديجيويا، مؤلفة كتاب الولادة والأبوة والأمومة في نصوص الرعب: الليالي المهمشة والوحشية وبعض الفقرات الكوميدية المختلفة. كما أقام المتحف فعاليات في مهرجان ليمود عام 2017 وفي المعهد الملكي لبريطانيا العظمى.
أقام المتحف معرضه الأول في أغسطس 2017 في إدنبرة باسكتلندا. وكان معرضه الثاني بعنوان هل المهبل طبيعي؟ وانتقل المعرض في رحلة إلى جميع أنحاء المملكة المتحدة إلى ثيتفورد عام 2018، ومهرجان أطفال العقول عام 2018 ومؤتمر جمعية المتاحف 2018.
كُرمت شيشتر في حفل جوائز نساء المستقبل لعام 2017 في فئة الفنون والثقافة لعملها في متحف المهبل.
اقتُرح بد ذلك إقامة متحف دائم مع معارض حول تشريح أمراض النساء من العلم إلى الفن إلى الثقافة،

### 2019: حملة التمويل الجماعي ومقرات كامدن ماركت
أطلق متحف المهبل في 21 مارس 2019 حملة تمويل جماعي لجمع الأموال لفتح مبنى المتحف في كامدن ماركت.

دعم المشروع المجلس المحلي لكامدن ماركت، وقالت رئيسة مجلس كامدن ماركت جورجيا جولد:
تتمتع كامدن بتاريخ مشرف وجذري في تحدي الأحكام المسبقة والعقدية، ومع ذلك، فإننا نقر بأن وصمة العار المرتبطة بالحديث عن صحة أمراض النساء تعني الجهل والارتباك والعار وسوء الرعاية الطبية للكثيرين. يقول 65٪ من الأطفال الذين تتراوح أعمارهم بين 16 و 25 عامًا إنهم يواجهون مشكلة في استخدام كلمة المهبل أو الفرج، مع ما يقرب من نصف النساء اللاتي تتراوح أعمارهن بين 18 و 24 عامًا يقولون إنهن يشعرن بالحرج الشديد من التحدث عن قضايا الصحة الجنسية. لذلك نحن متحمسون للغاية لتأسيس متحف المهبل في كامدن ماركت، ونأمل أن يتم تمويله لتوفير مركز شامل ومتعدد الجوانب للتعلم والإبداع والنشاط والتواصل والذي سيضيف بشكل لا يقاس إلى فهمنا الجماعي لأجسادنا.
جمعت حملة التمويل الجماعي 48945 جنيهًا إسترلينيًا. انتقل المتحف في أكتوبر 2019 إلى كامدن ماركت وبدأ برنامجًا للأحداث. افتتح معرضه الأول أساطير المهبل وكيفية محاربتها في نوفمبر 2019. كان من المقرر أن ينتهي هذا المعرض في 29 مارس 2020، ولكنه أُغلق قبل أيام قليلة بسبب قيود الإغلاق الوطنية في المملكة المتحدة. أُقيم المعرض التالي دورات الحيض: تاريخ موجز, وافتُتح في 21 مايو 2021.
أعلن المتحف في أغسطس 2021 أن مالكه قرر عدم تمديد عقد الإيجار إلى ما بعد سبتمبر من ذلك العام. أُغلق موقع كامدن ماركت، لكن احتفظ المتحف بوجوده على الإنترنت أثناء سعيه إلى إيجاد مبنى جديد. وأعلنت إدارة المتحف في 22 فبراير 2022 عن انتقالها إلى 18 ساحة فيكتوريا بارك في بيثنال غرين وإعادة افتتاح المتحف في 19 مارس 2022.

### 2022: مباني بيثنال غرين
أُعيد افتتاح متحف المهبل في 19 مارس 2022 في 18 ميدان فيكتوريا بارك في بيثنال جرين. أقام المتحف المعارض بما في ذلك معرض دورات الحيض: تاريخ موجز، إلى جانب معرض دائم جديد بعنوان من إيه إلى في. رُوج للمتحف قبل افتتاحه على لوحات إعلانية في المنطقة المجاورة مع تورية صريحة حول الشراكات المحلية الأخرى في المنطقة.

## روابط خارجية
- الموقع الرسمي
- متحف المهبل على تويتر
- متحف المهبل على انستجرام
- متحف المهبل على فيسبوك